# (620086) 2015 BB519
(620086) 2015 BB519 est un objet transneptunien faisant partie des objets épars d'environ 200 km de diamètre.